# Атлетика на Летњим олимпијским играма 2008 — 800 метара за жене
Такмичење у трчању на 800 м за жене на Олимпијским играма 2008, одржано је на Олимпијском стадиону у Пекингу, од 15. до 18. августа. За такмичење се квалификовале 42 такмички из 33 земаље.
Квалификационе норме за учешће на играма су биле А = 2:0000 и Б = 2:01,30.
Нису постигнути врхунски резултати. Светски и олимпијски рекорд нису били угрожени, иако су постигнуту светски пре 18 а олимпијски пре 31 годину. Постигнут је 1 светски јуниорски рекорд, рекод Африке, 2 национална рекорда, 7 личних и 11 рекорда сезоне (лична).

## Земље учеснице
| - Аустралија (2) - Белорусија (1) - Екваторијална Гвинеја (1) - Француска (1) - Гернзи (1) - Гвајана (1) - Хрватска (1) - Италија (1) - Јамајка (1) - Јордан (1) - Кенија (2) |  | - Колумбија (1) - Куба (1) - Литванија (1) - Малдиви (1) - Мароко (3) - Маршалска Острва (1) - Маурицијус (1) - Молдавија (3) - Мозамбик (1) - Намибија (1) - Пољска (1) |  | - Португалија (1) - Румунија (1) - Русија (3) - Сједињене Америчке Државе (3) - Словачка (1) - Словенија (1) - Турска (3) - Уједињено Краљевство (3) - Украјина (2) - Уругвај (1) - Централноафричка Република (1) |

## Сатница
| Датум            | Време | Коло          |
| ---------------- | ----- | ------------- |
| 15. август 2011. | 11,10 | Квалификације |
| 16. август 2011. | 19,30 | Полуфинале    |
| 18. август 2011. | 21,35 | Финале        |

## Рекорди пре почетка такмичења
(14. августа 2008)
| Светски рекорд    | 1:53,28 | Јармила Кратохвилова | Чехословачка    | Москва, СССР | 26. јул 1983. |
| Олимпијски рекорд | 1:53,43 | Надежда Олизаренко   | Совјетски Савез | Москва, СССР | 27. јул 1980. |

## Освајачице медаља
|                        |                          |                        |
| Памела Џелимо · Кенија | Џенет Џепкостеи · Кенија | Хасна Бенхаси · Мароко |

## Резултати

### Квалификације
Такмичарке су биле подељене у 6 квалификационих група по 7. У полуфинале су се пласирале прве три из сваке групе (КВ) и 9 по постигнутом резултату (кв).
| Пласман | Група | Атлетичарка                | Држава                     | Време            | Белешке          |
| ------- | ----- | -------------------------- | -------------------------- | ---------------- | ---------------- |
| 1       | 4     | Марија Мутола              | Мозамбик                   | 1:58,91          | КВ, ЛРС          |
| 2       | 4     | Мерилин Окоро              | Уједињено Краљевство       | 1:59,01          | КВ               |
| 3       | 4     | Луција Клоцова             | Словачка                   | 1:59,42          | КВ               |
| 4       | 4     | Тамзин Луис                | Аустралија                 | 1:59,67          | кв               |
| 5       | 6     | Џенет Џепкостеи            | Кенија                     | 1:59,72          | КВ               |
| 6       | 6     | Тетјана Петљук             | Украјина                   | 2:00,00          | КВ               |
| 7       | 4     | Neisha Bernard-Thomas      | Гернзи                     | 2:00,09          | кв, НР           |
| 8       | 6     | Бригита Лангерхолц         | Словенија                  | 2:00,13          | КВ               |
| 9       | 6     | Егле Балчиунаите           | Литванија                  | 2:00,15          | кв, ЛР           |
| 10      | 2     | Јулија Кревсун             | Украјина                   | 2:00.21          | КВ               |
| 11      | 6     | Елиза Кусма Пичоне         | Италија                    | 2:00,24          | кв               |
| 12      | 2     | Татјана Андријанова        | Русија                     | 2:00,31          | КВ               |
| 13      | 2     | Џени Медовс                | Уједињено Краљевство       | 2:00,33          | КВ               |
| 14      | 5     | Зулија Калатајуд           | Куба                       | 2:00,34          | КВ               |
| 15      | 2     | Свјатлана Усович           | Белорусија                 | 2:00.42          | кв, ЛРС          |
| 16      | 5     | Хасна Бенхаси              | Мароко                     | 2:00,51          | КВ               |
| 17      | 5     | Јекатерина Костецка        | Русија                     | 2:00,54          | КВ               |
| 18      | 5     | Олга Кристеа               | Молдавија                  | 2:00,59          | кв, ЛР           |
| 19      | 5     | Хејзел Кларк               | Сједињене Америчке Државе  | 2:01,59          |                  |
| 20      | 1     | Светлана Кљука             | Русија                     | 2:01.67          | КВ               |
| 21      | 6     | Carmo Tavares              | Португалија                | 2:01,91          |                  |
| 22      | 1     | Розибел Гарсија            | Колумбија                  | 2:01,98          | КВ               |
| 23      | 2     | Маријан Барнет             | Гвајана                    | 2:02,02          |                  |
| 24      | 1     | Анна Ростковска            | Пољска                     | 2:02,11          | КВ               |
| 25      | 1     | Џема Сипсон                | Уједињено Краљевство       | 2:02,16          |                  |
| 26      | 1     | Агнес Самариа              | Намибија                   | 2:02,18          |                  |
| 27      | 2     | Алис Шмид                  | Сједињене Америчке Државе  | 2:02,33          |                  |
| 28      | 5     | Mihaela Neacsu             | Румунија                   | 2:03,03          |                  |
| 29      | 1     | Madeleine Pape             | Аустралија                 | 2:03,09          |                  |
| 30      | 3     | Памела Џелимо              | Кенија                     | 2:03,18          | КВ               |
| 31      | 3     | Кенија Синклер             | Јамајка                    | 2:03,76          | КВ               |
| 32      | 3     | Elodie Guegan              | Француска                  | 2:03.85          | КВ               |
| 33      | 3     | Мерве Ајдин                | Турска                     | 2:04,75          |                  |
| 34      | 3     | Annabelle Lascar           | Маурицијус                 | 2:06,11          | ЛР               |
| 35      | 3     | Marcela Britos             | Уругвај                    | 2:08.98          |                  |
| 36      | 1     | Baraah Awadallah           | Јордан                     | 2:18,41          | ЛРС              |
| 37      | 2     | Халеј Нерма                | Маршалска Острва           | 2:18.83          |                  |
| 38      | 4     | Емилија Мике Ондо          | Екваторијална Гвинеја      | 2:20.69          |                  |
| 39      | 5     | Aishath Reesha             | Малдиви                    | 2:30,14          | ЛР               |
|         | 4     | Nicole Teter               | Сједињене Америчке Државе  | Није завршила    | Није завршила    |
|         | 6     | Mireille Derebona-Ngaisset | Централноафричка Република | Дисквалификована | Дисквалификована |
|         | 3     | Вања Перишић               | Хрватска                   | 2:06,82          | Дисквалификована |

### Полуфинале
У полуфиналу такмичарке су подељене у 3 групе по 8. За финале су се пладирале по две првпласиране из сваке групе (КВ) и две према постигнутом резултату
| Пласман | Група | Атлетичарка           | Држава               | Време              | Белешке            |
| ------- | ----- | --------------------- | -------------------- | ------------------ | ------------------ |
| 1       | 3     | Џенет Џепкостеи       | Кенија               | 1:57,28            | КВ, ЛРС            |
| 2       | 2     | Памела Џелимо         | Кенија               | 1:57,31            | КВ                 |
| 3       | 3     | Јулија Кревсун        | Украјина             | 1:57,32            | КВ, ЛР             |
| 4       | 2     | Хасна Бенхаси         | Мароко               | 1:58,03            | КВ, ЛРС            |
| 5       | 3     | Татјана Андријанова   | Русија               | 1:58,16            | КВ                 |
| 6       | 3     | Кенија Синклер        | Јамајка              | 1:58,28            | кв, ЛРС            |
| 7       | 1     | Светлана Кљука        | Русија               | 1:58,31            | КВ                 |
| 8       | 2     | Јекатерина Костецка   | Русија               | 1:58,33            |                    |
| 9       | 1     | Марија Мутола         | Мозамбик             | 1:58,61            | КВ, ЛРС            |
| 10      | 2     | Зулија Калатајуд      | Куба                 | 1:58,78            | ЛРС                |
| 11      | 1     | Луција Клоцова        | Словачка             | 1:58,80            |                    |
| 12      | 2     | Анна Ростковска       | Пољска               | 1:58.84            |                    |
| 13      | 1     | Тетјана Петљук        | Украјина             | 1:59,27            |                    |
| 14      | 1     | Розибел Гарсија       | Колумбија            | 1:59,38            | НР                 |
| 15      | 2     | Џени Медовс           | Уједињено Краљевство | 1:59,43            |                    |
| 16      | 3     | Елиза Кусма Пичоне    | Италија              | 1:59.52            |                    |
| 17      | 1     | Мерилин Окоро         | Уједињено Краљевство | 1:59,53            |                    |
| 18      | 1     | Бригита Лангерхолц    | Словенија            | 2:00,00            |                    |
| 19      | 3     | Олга Кристеа          | Молдавија            | 2:00,12            | PB                 |
| 20      | 1     | Тамзин Луис           | Аустралија           | 2:01,41            |                    |
| 21      | 3     | Neisha Bernard-Thomas | Гернзи               | 2:01,84            |                    |
| 22      | 2     | Егле Балчиунаите      | Литванија            | 2:02.59            |                    |
| 23      | 2     | Свјатлана Усович      | Белорусија           | 2:02.79            |                    |
|         | 3     | Elodie Guegan         | Француска            | Није завршила трку | Није завршила трку |

### Финале
| Пласман | Атлетичарка         | Држава   | Време   | Белешке      |
| ------- | ------------------- | -------- | ------- | ------------ |
|         | Памела Џелимо       | Кенија   | 1:54,82 | СРЈ, АФР, НР |
|         | Џенет Џепкостеи     | Кенија   | 1,56,02 | ЛР           |
|         | Хасна Бенхаси       | Мароко   | 1:56.68 | ЛР           |
| 4       | Светлана Кљука      | Русија   | 1:56,89 | ЛР           |
| 5       | Марија Мутола       | Мозамбик | 1:57,27 | ЛРС          |
| 6       | Кенија Синклер      | Јамајка  | 1:58,19 | ЛРС          |
| 7       | Јулија Кревсун      | Украјина | 1:58,73 |              |
| 8       | Татјана Андријанова | Русија   | 2:02,63 |              |